# Franz von Sales
Franz von Sales (französisch François de Sales; * 21. August 1567 auf Burg Sales, Thorens-Glières; † 28. Dezember 1622 in Lyon) war Fürstbischof von Genf mit Sitz in Annecy, Ordensgründer, Mystiker und Kirchenlehrer. Er wird in der römisch-katholischen Kirche als Heiliger verehrt und ist der Patron der Schriftsteller, Journalisten, der Gehörlosen und der Städte Genf, Annecy und Chambéry.

## Leben

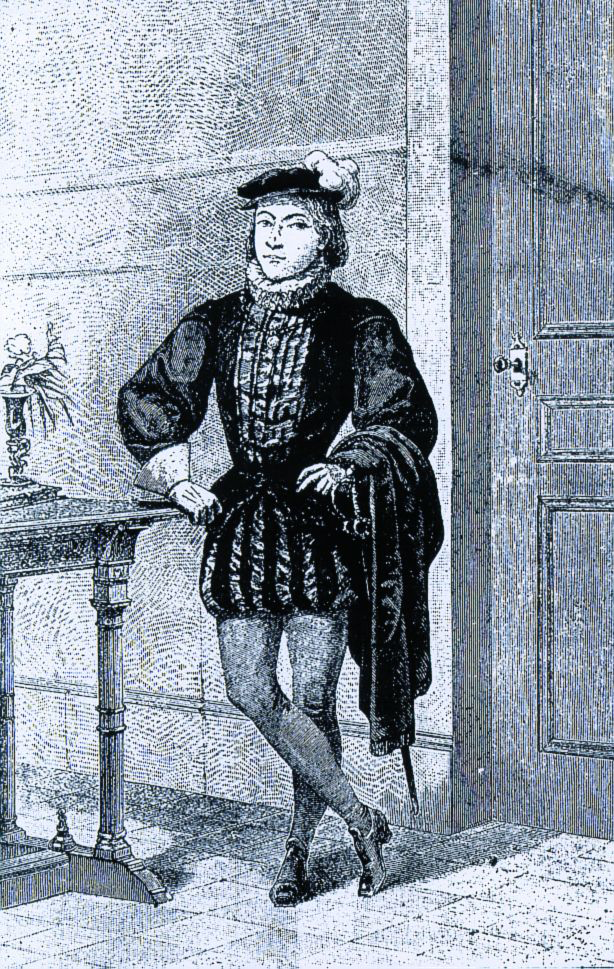
Franz von Sales im Alter von zwölf Jahren als Student in Paris

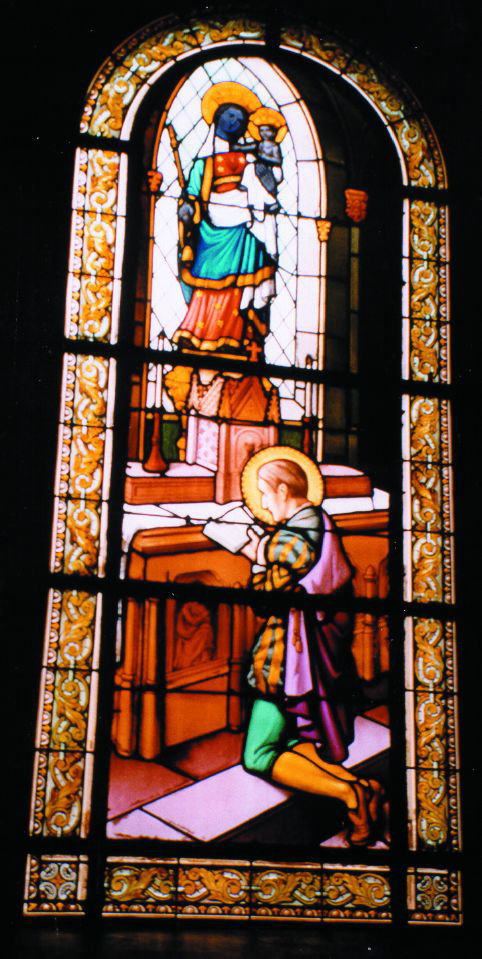
Franz von Sales am Ende seiner Krise in der Kapelle von St. Etienne-des-Gres, Paris

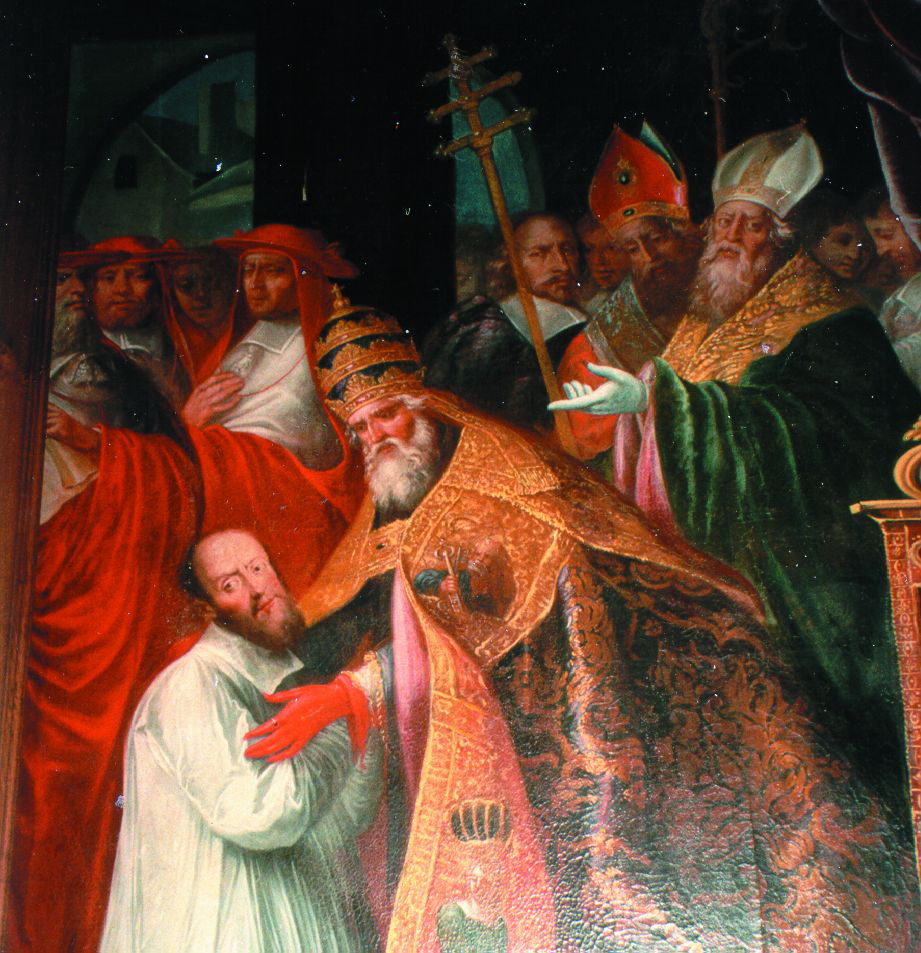
Franz von Sales nach seinem Bischofsexamen, Papst Clemens VIII. gratuliert

Das Bischofswappen des hl. Franz von Sales. Sein Wappenspruch Non excidet „Sie wird nicht untergehen“ zeugt von seinem Optimismus

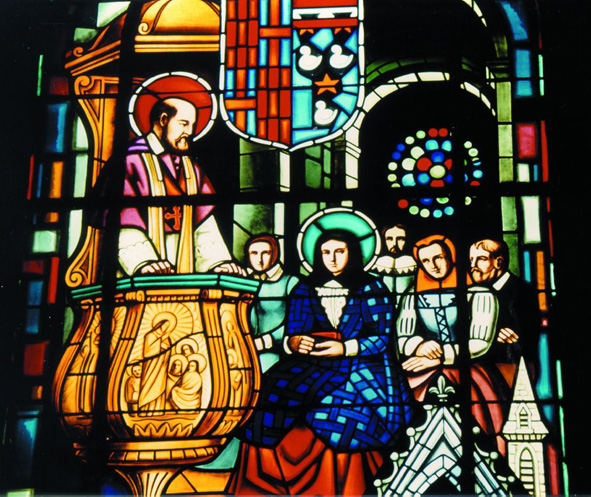
Franz von Sales begegnet Johanna Franziska von Chantal – Ausschnitt aus einem Glasfenster in der Kathedrale von Annecy

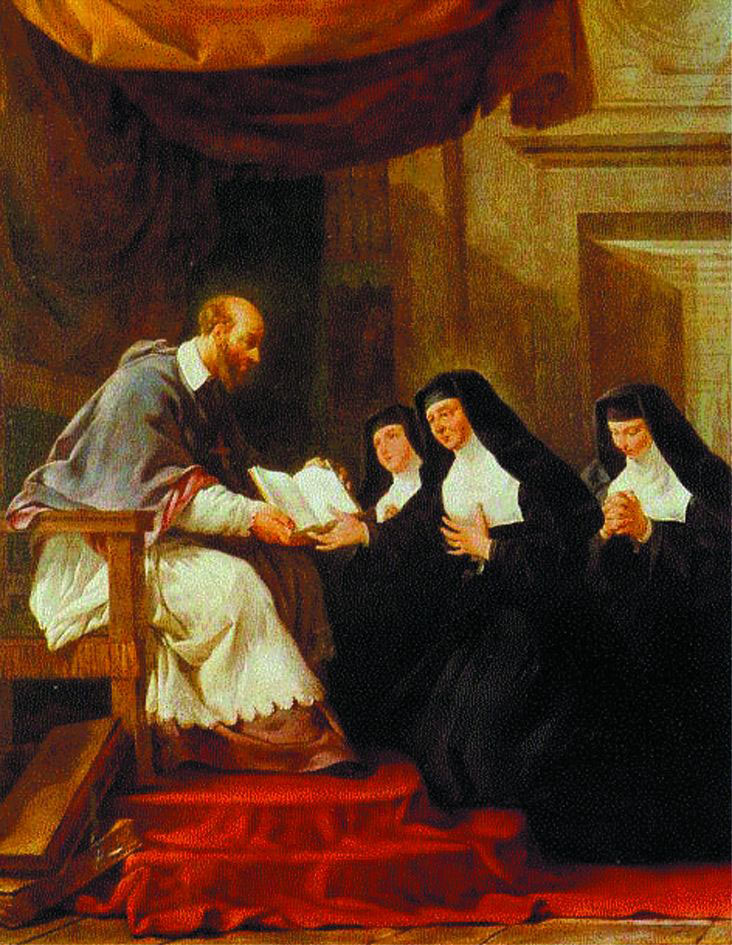
1610: Franz von Sales übergibt den Schwestern der Heimsuchung Mariens ihre Ordensregeln

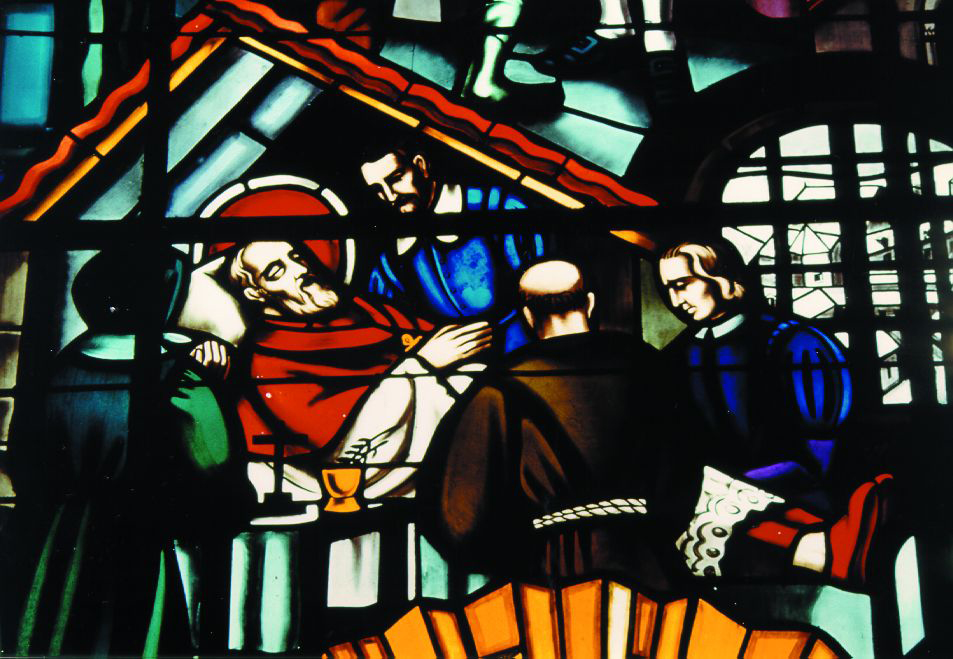
Franz von Sales auf dem Sterbebett in Lyon, 28. Dezember 1622; Ausschnitt aus dem Glasfenster in der Basilika von Annecy

Reliquienschrein des hl. Franz von Sales in der Basilika von Annecy

### Kindheit und Jugend
Franz von Sales stammte aus einem Adelsgeschlecht aus Savoyen. Sein Vater war François de Boisy, seine Mutter Françoise de Sionnaz. Er war das erste von zwölf Kindern. Der Vater wollte für seinen Erstgeborenen die beste schulische Ausbildung. Seinen ersten Schulunterricht genoss Franz in La Roche-sur-Foron und Annecy. 1578, also mit zwölf Jahren, kam er in das Collège de Clermont nach Paris. Hier geriet er einige Jahre später in eine persönliche Krise. Er kannte die theologischen Diskussionen über die calvinistische Lehre von der Vorherbestimmung, die behauptet, dass Gott von Ewigkeit her festgelegt habe, welcher Mensch zur Seligkeit und welcher Mensch zur Verdammnis bestimmt sei. Diese Lehre machte ihm schwer zu schaffen.
Franz von Sales glaubte sogar eine Zeit lang, dass Gott ihn verdammt habe. Im Dezember 1586 wurde seine Verzweiflung so stark, dass er auch körperlich krank wurde. Im Januar 1587 konnte er sich nur noch mit großer Mühe in die Kirche Saint-Etienne des Gres schleppen. Dort betete er das Memorare und überwand seine Krise, indem er sein ganzes Leben Gott anvertraute. Franz kam zur Überzeugung: Was auch immer Gott mit ihm vorhabe, es wird gut, weil Gott die Liebe ist. Damit war er frei geworden. Diese vertrauensvolle Hingabe an den Gott der Liebe löste nicht nur seine Krise, sondern beeinflusste sein ganzes weiteres Leben und Lehren. Sein positives Gottes- und Menschenbild sowie sein Optimismus gehen auf diese Erfahrung am Ende seiner Krise von Paris zurück.
1588 wechselte Franz von Sales von Paris an die Universität Padua. Dort studierte er neben der Rechtswissenschaft auch Theologie. In ihm festigte sich der Entschluss, Priester zu werden. 1592 schloss er sein Studium mit der Promotion zum Doktor beider Rechte (kirchliches und weltliches Recht) ab und kehrte nach einer Wallfahrt über Loreto nach Hause zurück, wo sein Vater bereits eine Menge für die weitere juristische Karriere seines Sohnes in die Wege geleitet hatte, unter anderem einen Sitz im Senat von Chambéry. Nur mit Mühe konnte sich der Vater damit abfinden, dass sein Sohn ein anderes Berufsziel verfolgte.

### Missionar im Chablais
Am 7. März 1593 ernannte ihn Papst Clemens VIII. zum Dompropst von Annecy. Dort wurde Franz am 18. Dezember desselben Jahres zum Priester geweiht. Kurz nach der Priesterweihe erklärte er sich bereit, an der Wiedereinführung des katholischen Glaubens im calvinistisch gewordenen Teil der Diözese Genf, dem Chablais, zu arbeiten. Da die Calvinisten den Menschen unter Strafe verboten, seine Predigten zu hören, nutzte Franz von Sales das damals neue Medium des Flugblattes, um seine Gedanken zu den Menschen zu bringen. Und er hatte damit Erfolg. Nach vier Jahren war fast die gesamte Bevölkerung des Chablais zum katholischen Glauben zurückgekehrt. Diese „Presseaktion“ war einer der Gründe, warum Franz von Sales 1923, anlässlich seines 300. Todestages, von Papst Pius XI. zum Schutzpatron der Schriftsteller und Journalisten ernannt wurde.

### Koadjutor des Bischofs
1598 reiste Franz von Sales im Auftrag seines Bischofs Claude de Granier nach Rom. Dort berichtete er nicht nur über die Situation in seiner Diözese, sondern legte vor Papst Clemens VIII. und einem Kardinalskollegium eine glänzende Bischofsprüfung ab. 1599 wurde er folglich zum bischöflichen Koadjutor der Diözese Genf-Annecy mit dem Recht auf Nachfolge ernannt.
Ende 1601 reiste Franz von Sales zu seiner ersten diplomatischen Mission nach Paris, um mit König Heinrich IV. die Rekatholisierung der zu Frankreich gehörenden Teile der Diözese Genf zu besprechen. Seine Gespräche brachten jedoch nicht den gewünschten Erfolg. Franz von Sales beeindruckte allerdings die Menschen von Paris durch seine Predigten. Auch lernte er in dieser Zeit Madame Barbe Acarie, die später als Marie von der Menschwerdung seliggesprochen wurde, kennen und schätzen. Diese leitete damals zusammen mit ihrem Ehemann einen Kreis christlicher Laien, die das religiöse Leben in Frankreich erneuern wollten.

### Fürstbischof von Genf mit Sitz in Annecy
Bei seiner Rückreise von Paris erfuhr Franz von Sales vom Tod seines Bischofs. Am 8. Dezember 1602 wurde er in seiner Heimatkirche von Thorens-Glières bei Annecy zum Fürstbischof von Genf geweiht. Da die Stadt Genf unter der Herrschaft der Calvinisten stand, mussten die Bischöfe von Genf in Annecy residieren. Seine Haupttätigkeiten als Bischof in den kommenden 20 Jahren bis zu seinem Tod galten vor allem der Umsetzung der Reformen des Trienter Konzils, der Reform der Klöster und des Klerus. Er besuchte als erster Bischof alle 311 Pfarrkirchen seiner Diözese und hielt mehr als 3000 Predigten. Er kümmerte sich um den Religionsunterricht der Kinder und die Förderung der Bildung der Erwachsenen. Zu diesem Zweck gründete er Ende 1606 zusammen mit Antoine Favre die Académie Florimontane, eine Bildungseinrichtung in der Art der heutigen Académie française, in der die Fragen der modernen Wissenschaften nicht nur diskutiert, sondern auch in den Gesamtzusammenhang des christlichen Glaubens gestellt wurden. Als Jurist wurde er immer wieder um Rat in Streitfällen gebeten. Er beeindruckte die Menschen durch seine große Sanftmut und Herzlichkeit, weshalb er noch heute als der „Gentleman“ unter den Heiligen bezeichnet wird. Besonderes Augenmerk legte Franz von Sales auch auf die geistliche Begleitung. In vielen der etwa 20.000 Briefe, die er in seinem Leben verfasste, wendet er sich an Menschen, die ihn um Rat in Lebens- und Glaubensfragen baten.

### Johanna Franziska von Chantal und Gründung der Heimsuchung Mariens
1604 begegnete Franz von Sales der Witwe Johanna Franziska Frémyot, Baronin von Chantal. Aus dieser Begegnung entwickelte sich eine einzigartige geistige Freundschaft, die am 6. Juni 1610 zur Gründung der Ordensgemeinschaft der Schwestern von der Heimsuchung Mariens führte, heute auch Salesianerinnen oder Visitandinnen genannt. Papst Paul V. verlieh dieser Ordensgemeinschaft am 6. Oktober 1618 ihre weltweite Anerkennung.

### Schriftsteller

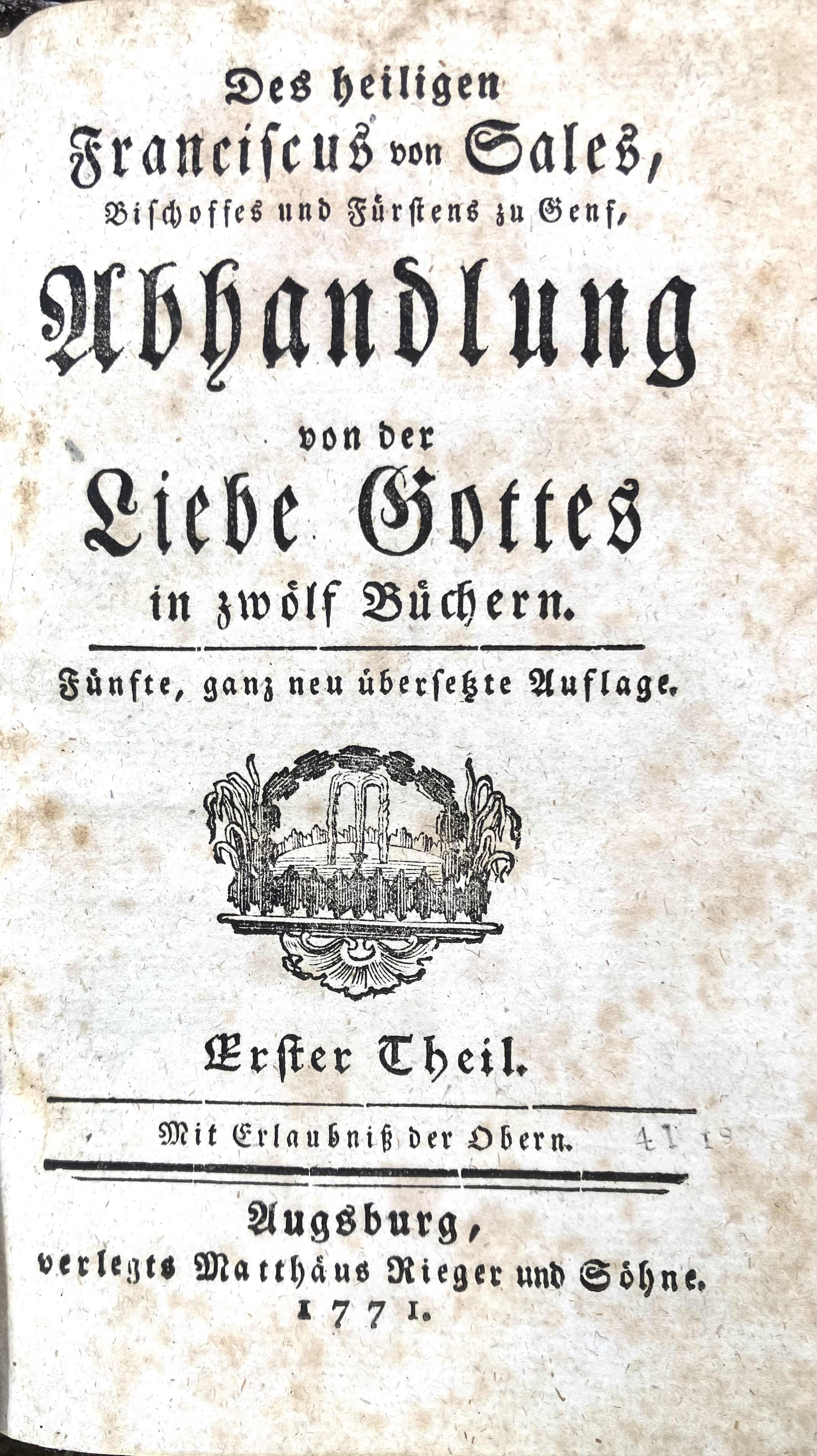
Franz von Sales: Abhandlung über die Liebe Gottes. Ausgabe 1771

1609 erschien sein Buch Anleitung zum frommen Leben, im deutschen Sprachraum vor allem unter dem Titel Philothea bekannt. Dieses Buch, in dem Franz von Sales in praktischen Schritten erklärt, wie Menschen in Beruf und Alltag ihr Christsein verwirklichen können, wurde zum Bestseller. Es zählt bis heute zu den Top Ten der christlichen Weltliteratur. Sein theologisches Hauptwerk veröffentlichte Franz von Sales 1616 mit dem Titel Abhandlung über die Gottesliebe oder Theotimus. Durch dieses Werk reiht sich Franz von Sales in die Reihe der bedeutendsten christlichen Mystiker des 17. Jahrhunderts ein.
Durch seine Schriften und die lang anhaltende Verehrung seit seinem Tod hat Franz von Sales zahlreiche Menschen und Institutionen inspiriert bzw. beeinflusst.

### Die letzten Lebensjahre
In den Jahren 1618/19 unternahm Franz seine zweite diplomatische Reise nach Paris. Dort begegnete er neben Angélique Arnauld, die er im Kloster Port Royal des Champs aufsuchte, auch Vinzenz von Paul. Anlass der Reise war die Vermählung von Prinz Victor Amadeus von Savoyen mit Prinzessin Christine von Frankreich, der Schwester König Ludwigs XIII. Franz von Sales hatte dabei wesentlichen Anteil an der Versöhnung des französischen Königs mit seiner Mutter Maria de Medici. Sein Versuch, den noch jungen Kardinal Richelieu davon abzubringen, sich als Bischof in die Politik einzumischen, scheiterte jedoch.
Durch seine rastlose Tätigkeit litt seine Gesundheit. Immer stärker wurde sein Wunsch, das Bischofsamt abzulegen und sich in eine Einsiedelei zurückzuziehen. Dieser Wunsch wurde ihm nicht gewährt. Im Spätherbst 1622 begleitete Franz trotz seines angeschlagenen Gesundheitszustandes den Herzog von Savoyen nach Avignon zu einem Treffen mit König Ludwig XIII. Auf der Rückreise erlitt er in Lyon einen Schlaganfall. Franz starb im Alter von 55 Jahren am 28. Dezember 1622. Sein Leichnam wurde nach Annecy überführt und im Januar 1623 in Klosterkirche der Heimsuchung in Annecy beigesetzt. Heute ruht er in der Basilique de la Visitation oberhalb der Stadt.

## Kanonisation, Gedenktag und Patronate
- Katholisch: 24. Januar (Gebotener Gedenktag im Allgemeinen Römischen Kalender)
- Anglikanisch: 24. Januar[1]

Die Seligsprechung erfolgte am 18. Dezember 1661 durch Papst Alexander VII. Am 19. April 1665 wurde Franz von Sales ebenfalls durch Alexander VII. heiliggesprochen. Am 19. Juli 1877 erklärte ihn Papst Pius IX. zum Doctor ecclesiae (Kirchenlehrer). Anlässlich seines 300. Todestages am 28. Dezember 1922 ernannte ihn Papst Pius XI. zum Patron der katholischen Schriftsteller und Journalisten. (Siehe auch Enzyklika Rerum omnium perturbationem.) Außerdem ist Franz von Sales 1869 durch Papst Pius IX. zum Patron der Gehörlosen ernannt worden und Patron der Städte Genf, Annecy und Chambéry.
Zum 400. Todestag veröffentlichte Papst Franziskus am 28. Dezember 2022 das Apostolische Schreiben Totum amoris est.
Für Kirchenpatrozinien u. a. siehe: Franz-von-Sales-Kirche, Franz Sales Haus

## Werke (deutsche Ausgabe)
- Deutsche Ausgabe der Werke des heiligen Franz von Sales in 12 Bänden. Nach der vollständigen Ausgabe der Oeuvres de saint Francois de Sales der Heimsuchung Mariä zu Annecy (1892 bis 1931) hrsg. von den Oblaten des hl. Franz von Sales unter Leitung von Franz Reisinger und Anton Nobis, Bd. 1 bis 12. Franz-Sales-Verlag, Eichstätt 1959 bis 1983.
  - Band 1: Anleitung zum frommen Leben (Philothea), 290 Seiten, ISBN 3-7721-0147-X. Volltext online auf franz-sales-verlag.de.
  - Band 2: Geistliche Gespräche, ISBN 3-7721-0001-5.
  - Band 3: Abhandlung über die Gottesliebe (Theotimus) I, ISBN 3-7721-0128-3.
  - Band 4: Abhandlung über die Gottesliebe (Theotimus) II, ISBN 3-7721-0116-X.
  - Band 5: Briefe I: Briefe an Johanna Franziska von Chantal, ISBN 3-7721-0115-1.
  - Band 6: Briefe II: Briefe der Seelenführung an Laien, ISBN 3-7721-0005-8.
  - Band 7: Briefe III: Seelenführungsbriefe an Ordensfrauen, ISBN 3-7721-0059-7.
  - Band 8: Briefe IV: Korrespondenz im Überblick, ISBN 3-7721-0220-4.
  - Band 9: Ausgewählte Predigten, ISBN 3-7721-0061-9.
  - Band 10: Kontroversschriften I, ISBN 3-7721-0062-7.
  - Band 11: Kontroversschriften II, 372 Seiten, ISBN 3-7721-0121-6
  - Band 12: Geistliche Schriften, ISBN 3-7721-0064-3.
- Franz von Sales: Deutsche Ausgabe der Werke. CD-Rom-Ausgabe, hrsg. von Herbert Winklehner. Franz-Sales-Verlag, Eichstätt 2004, ISBN 3-7721-0270-0.
- Franz von Sales: Philothea. Anleitung zum frommen Leben. Taschenbuchausgabe. Übersetzt und herausgegeben von Franz Reisinger. Franz-Sales-Verlag, Eichstätt 2005, ISBN 3-7721-0277-8.

## Spiritualität

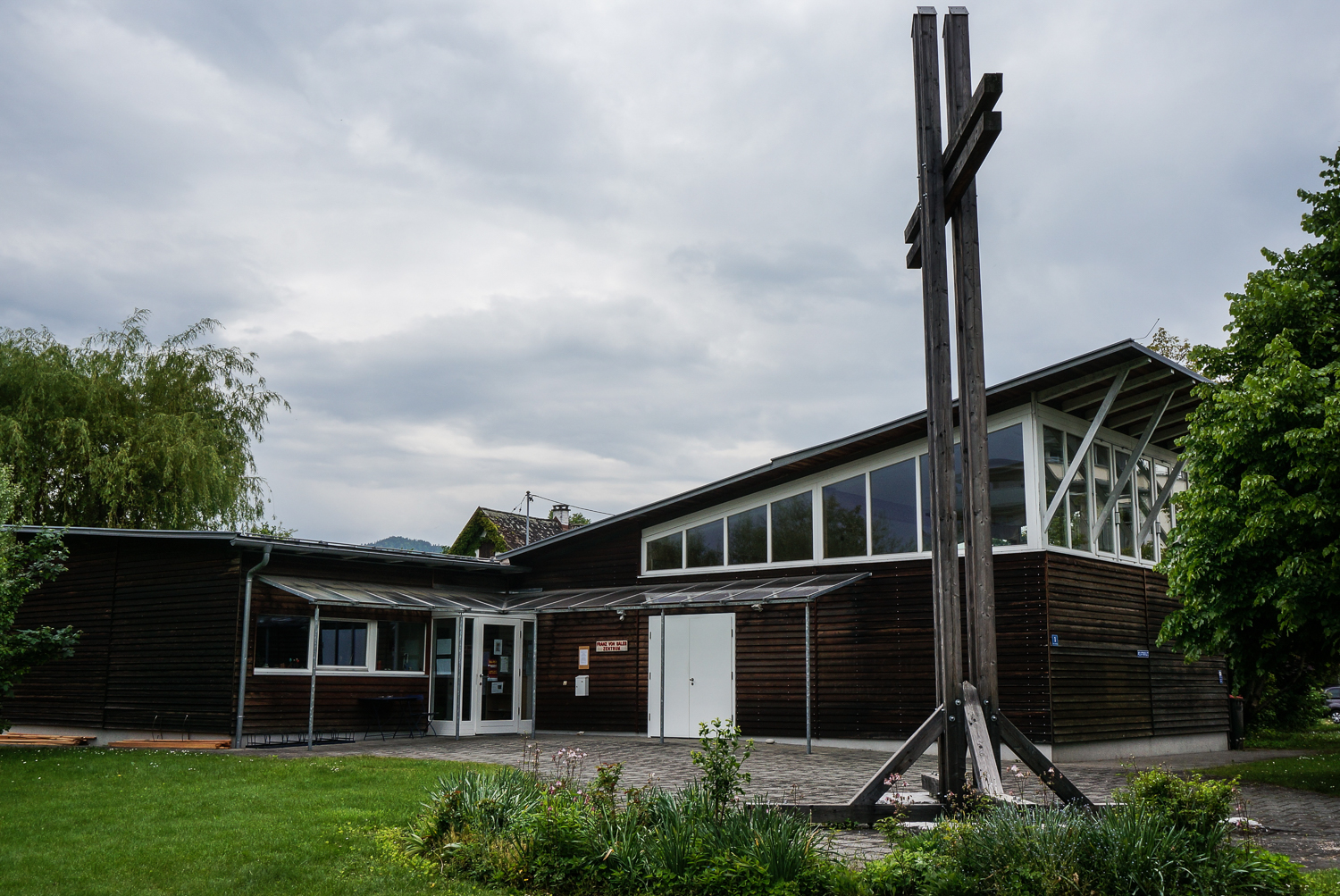
Filialkirche Hl. Franz von Sales, Klagenfurt, Österreich

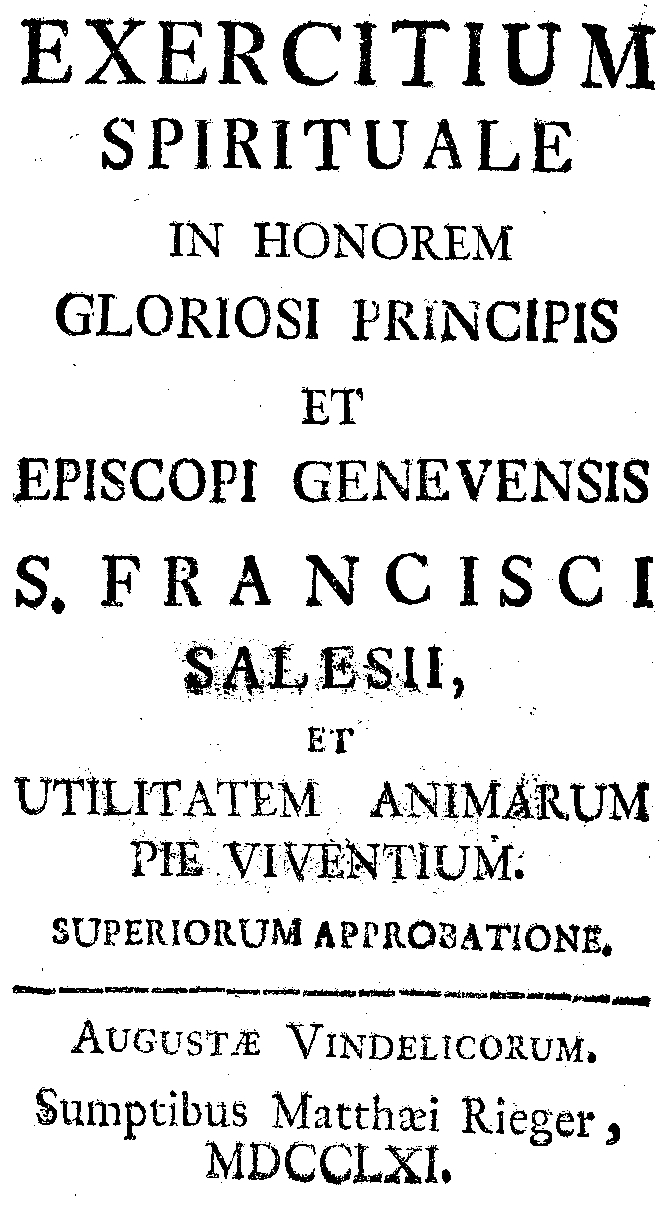
Lateinisches Gebetbuch zu Ehren des Franz von Sales, Augsburg 1761 (Titelseite)

Salesianisch leben bedeutet, Leben in der Gegenwart des liebenden Gottes bei allem, was ich tue, und das auf eine liebenswürdige, gewinnende, positive, herzliche Weise, so dass die Menschen, denen ich begegne, nicht den Eindruck bekommen, dieses Leben in der Gegenwart Gottes wäre mir eine Last oder mache mich krank und depressiv, sondern dieses Leben in der Gegenwart Gottes schenkt mir das Leben in Fülle, und zwar heute genauso wie nach meinem Tod.
Salesianisch leben heißt auch: Christsein im Alltag ... Kleine Tugenden: Demut, Sanftmut, Geduld, Herzlichkeit, Optimismus. Sales orientiert sich an dem Wort des biblischen Schöpfers an die lebendigen Dinge der Welt, sie sollen Frucht tragen, ein jedes nach seiner Art (Gen 1,11). Jeder ist dazu berufen, seine Frucht zu bringen. Ein Bischof kann und soll nicht leben wie ein Mönch. Eheleute nicht wie Kapuziner und auch Handwerker nicht wie beschauliche Ordensleute, den halben Tag betend. Aber alle Früchte will Gott, jedes nach seiner Art. Franz von Sales schuf eine neue Einheit zwischen Beruf und Religion.

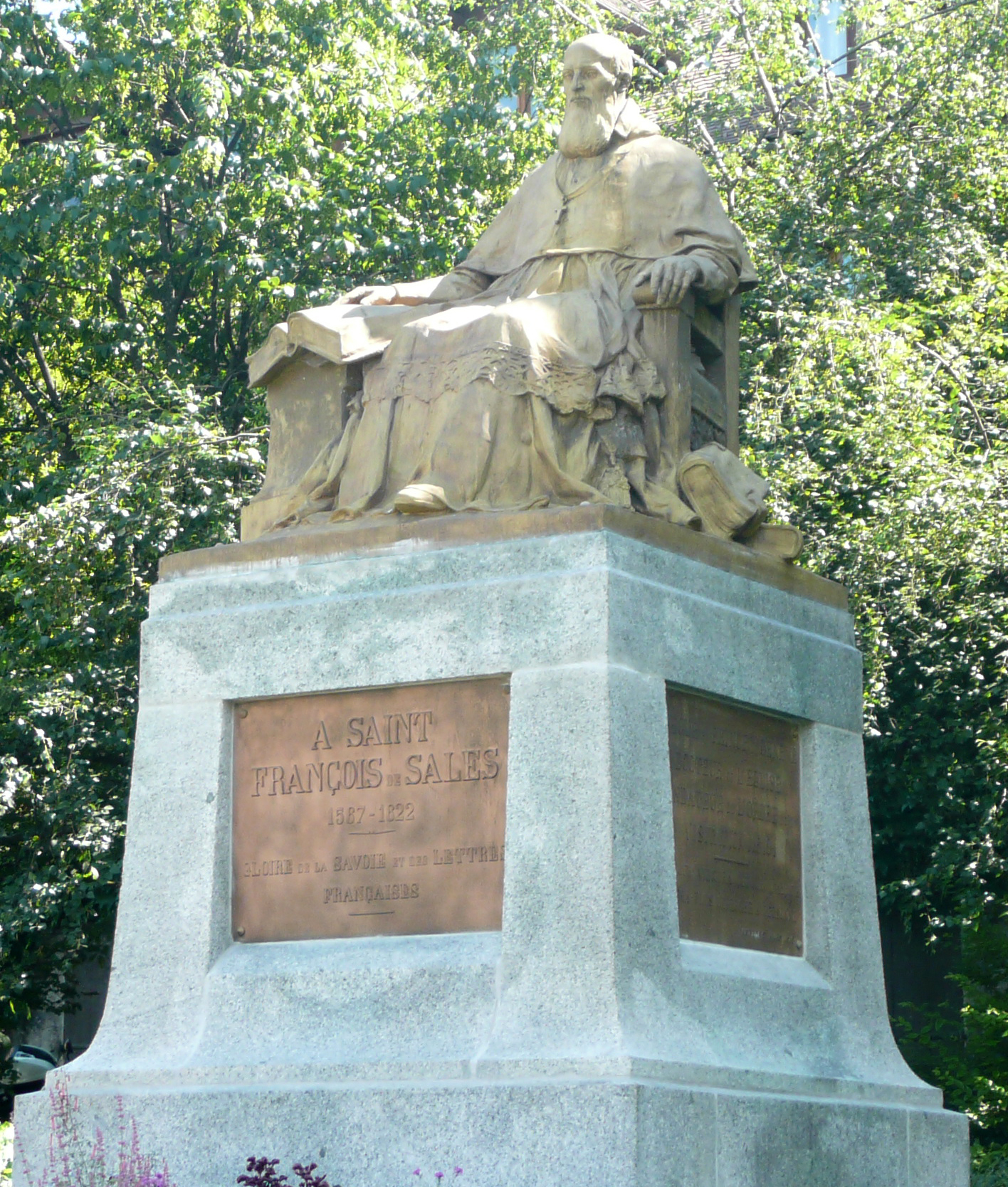
Franz-von-Sales-Denkmal in Annecy

## Geografische Bezeichnungen
- Saint-François-Atoll, eine nach Franz von Sales benannte Inselgruppe der Seychellen

### Biografien
- Etienne-Jean Lajeunie: Franz von Sales. Leben – Lehre – Werk. Franz-Sales-Verlag, 2. Auflage, Eichstätt 1980, ISBN 3-7721-0037-6.
- Dirk Koster: Franz von Sales – Biografie. Franz-Sales-Verlag, Eichstätt 2002, ISBN 3-7721-0240-9.
- Hans Berghuis: Nichts so sehr als Mensch. Franz von Sales – der liebenswürdige Heilige. Franz-Sales-Verlag, Eichstätt 1992, ISBN 3-7721-0124-0.

### Sekundärliteratur
- Friedrich Wilhelm Bautz: Franz von Sales. In: Biographisch-Bibliographisches Kirchenlexikon (BBKL). Band 2, Bautz, Hamm 1990, ISBN 3-88309-032-8, Sp. 104–108 (Artikel/Artikelanfang im Internet-Archive).
- Sandra Coram-Mekkey: Franz von Sales. In: Historisches Lexikon der Schweiz.  9. Februar 2011.
- Julien-Eymard d'Angers: L'humanisme chrétien au 17ième siècle: St. François de Sales et Yves de Paris. Springer Netherland, Berlin 1970, ISBN 90-247-0210-0.
- Josef Dirnbeck: Fromm und trotzdem normal. Die Franz-von-Sales-Methode. Franz-Sales-Verlag, Eichstätt 2008, ISBN 978-3-7721-0293-6 (beschreibt die wesentlichen Elemente aus der Philothea für heute).
- Herbert Winklehner: Weg der kleinen Schritte. Salesianisches Tugend-ABC. Franz-Sales-Verlag, Eichstätt 2009, ISBN 978-3-7721-0301-8 (fast 50 Tugenden werden aus salesianischer Sicht gedeutet).

### Romane und Erzählungen
- Reinhold Schneider: Franz von Sales – Johanna Franziska von Chantal. Franz-Sales-Verlag, Eichstätt 2004, ISBN 3-7721-0271-9.
- Katharina Grabner-Hayden, Herbert Winklehner: Löschen. Franz-Sales-Verlag, Eichstätt 2005, ISBN 3-7721-0273-5. (Roman über die Beziehung zwischen Johanna Franziska von Chantal und Franz von Sales)
- Michel Tournade: Franz von Sales: Abenteurer und Diplomat Franz-Sales-Verlag, Eichstätt 2024, ISBN 978-3-7721-0319-3

### Trivia
- Im Kriminalroman von Heinrich Steinfest, Ein dickes Fell (Piper Verlag, München 2006, ISBN 3-492-27117-0), ist Franz von Sales der Lieblingsheilige der Auftragsmörderin Anna Gemini.
- Im Roman Quecksilber (französischer Originaltitel: Mercure) von Amélie Nothomb verhilft Franz von Sales und dessen Buch Philothea – Anleitung zum frommen Leben – der Krankenschwester Françoise Chavaigne zur Flucht aus ihrem Zimmer, in dem sie gefangen gehalten wird.
- Im Roman Monsignore Quijote (englischer Originaltitel: Monsignor Quixote, DTV Verlag, München 2001, ISBN 3-423-12865-8) von Graham Greene gehört das Buch Theotimus – Abhandlung über die Gottesliebe des hl. Franz von Sales zu den Lieblingsbüchern des Landpfarrers Quijote, der sich mit seinem kommunistischen Bürgermeister Sancho auf eine Reise begibt. In den Diskussionen und Abenteuern der beiden ungleichen Freunde wird Franz von Sales zu jener Heiligenfigur, die die Liebe Gottes am besten verdeutlichte.
- Der Doppelvorname Franz Sales verweist auf das Vorbild des Heiligen Franz von Sales.[7]

### Musik
- Die Franz von Sales Messe von Gerald Spitzner für Soli, Chor und Orchester wurde zum Namenstag des Kamillianer-Paters Franz Lachinger komponiert und in der Versorgungsheimkirche zum hl. Karl Borromäus des Geriatriezentrums Am Wienerwald in Wien-Lainz uraufgeführt.
- Das Musical Die Baronin von Francis Care (Musik), Herbert Winklehner OSFS (Text) und Nicola Bamberger (Text) erzählt die Lebensgeschichte der hl. Johanna Franziska von Chantal, die zusammen mit dem heiligen Franz von Sales 1610 die Schwestern von der Heimsuchung Mariens gründeten.[8]

### Person und Werk
- Literatur von und über Franz von Sales im Katalog der Deutschen Nationalbibliothek
- Werke von und über Franz von Sales in der Deutschen Digitalen Bibliothek
- Oeuvres complètes de saint François de Sales, Online-Ausgabe aller Werke (französisch)
- Franz von Sales – Leben, Sprüche, Bilder, Artikel
- Franz von Sales Lexikon
- Philothea (deutsch)
- Claudia Belemann: 21.08.1567 - Geburtstag des Theologen Franz von Sales. WDR-ZeitZeichen (Podcast)

### Institutionen
- Internationale Kommission für salesianische Studien
- Internetseite des Franz Sales Verlages, Deutsche Ausgabe der Werke des hl. Franz von Sales
- Stammbaum der Salesianischen Familie
- Franz Sales Haus – Einrichtung der Behindertenhilfe
- Franz von Sales Heimvolksschule – Schloss Niedernfels
- Institut für Salesianische Spiritualität